# Лукас (округ, Огайо)
Шаблон:StateAbbr_ 41°41′ пн. ш. 83°30′ зх. д. / 41.68° пн. ш. 83.5° зх. д.
Округ  Лукас (англ. Lucas County) — округ (графство) у штаті  Огайо, США. Ідентифікатор округу 39095.

## Історія
Округ утворений 1835 року.

## Демографія
За даними перепису 
2000 року 
загальне населення округу становило 455054 осіб, зокрема міського населення було 429836, а сільського — 25218.
Серед мешканців округу чоловіків було 218764, а жінок — 236290. В окрузі було 182847 домогосподарств, 116330 родин, які мешкали в 196259 будинках.
Середній розмір родини становив 3,06.
Віковий розподіл населення поданий у таблиці:
| Стать    | До 15 років | 15-21 | 22-29 | 30-39 | 40-49 | 50-65 | 65-85 | Понад 85 |
| -------- | ----------- | ----- | ----- | ----- | ----- | ----- | ----- | -------- |
| Чоловіки | 51126       | 22777 | 25003 | 31499 | 33419 | 31645 | 21394 | 1901     |
| Жінки    | 48673       | 22842 | 26223 | 33030 | 35047 | 34329 | 30740 | 5406     |

## Суміжні округи
- Монро, Мічиган — північ
- Ессекс, Канада — північний схід
- Оттава — південний схід
- Вуд — південь
- Генрі — південний захід
- Фултон — захід
- Ленаві, Мічиган — північний захід

## Виноски
1. ↑  U.S. Decennial Census. United States Census Bureau. Архів оригіналу за 26 квітня 2015. Процитовано 8 лютого 2015.
2. ↑  Historical Census Browser. University of Virginia Library. Архів оригіналу за 11 серпня 2012. Процитовано 8 лютого 2015.
3. ↑  Forstall, Richard L., ред. (27 березня 1995). Population of Counties by Decennial Census: 1900 to 1990. United States Census Bureau. Архів оригіналу за 14 лютого 2015. Процитовано 8 лютого 2015.
4. ↑  Census 2000 PHC-T-4. Ranking Tables for Counties: 1990 and 2000 (PDF). United States Census Bureau. 2 квітня 2001. Архів оригіналу (PDF) за 18 грудня 2014. Процитовано 8 лютого 2015.
5. ↑  State & County QuickFacts. United States Census Bureau. Архів оригіналу за 6 серпня 2011. Процитовано 8 лютого 2015.(англ.) Наведено за англійською вікіпедією.
6. ↑  American FactFinder. Бюро перепису населення США. Архів оригіналу за 26 лютого 2012. Процитовано 31 січня 2008.

| США | Це незавершена стаття з географії США. Ви можете допомогти проєкту, виправивши або дописавши її. |